# Cordial
Cet article concerne l'informatique. Pour les autres significations, voir Cordial (homonymie).
Cordial est un outil de correction orthographique et grammaticale et d’aide à la rédaction édité par Synapse Développement, éditeur de logiciels français basé à Toulouse.

## Historique
Cordial est développé par la société toulousaine Synapse Développement. Il est l'acronyme de « CORrecteur D'Imprécisions et Analyseur Lexico-syntaxique ».
L'outil est né d'un correcteur orthographique intégré en 1988 dans le logiciel de traitement de texte Le Rédacteur (sur Atari ST), puis correcteur grammatical en 1992 dans Le Rédacteur 4. Cordial a connu sa première version sous Windows en février 1995. 
En 1999, Cordial était utilisé par l'Agence France-Presse, l’Encyclopædia Universalis et une dizaine d'universités. Depuis sa version 2008, Cordial peut être utilisé pour résoudre des anagrammes, des mots croisés ou de nombreux jeux de lettres.
En 2010, l'intégration dans OpenOffice.org 3.1 est complète. Depuis la version 2012, la version professionnelle de Cordial propose la correction orthographique dans 70 langues grâce à une adaptation de Hunspell. Le dictionnaire de définitions de Cordial est intégré dans le Kindle d'Amazon depuis septembre 2011. Depuis 2013, Mac OS X est également supporté.[réf. nécessaire]
En 2020, l'éditeur commercialise la version Cordial Néo.

## Caractéristiques techniques
Le logiciel est disponible sur Microsoft Windows ainsi que sur les navigateurs Google Chrome et Microsoft Edge, et s’intègre dans différentes applications métiers. Il est nativement supporté dans les logiciels d'édition comme Word ou OpenOffice
Cordial propose un analyseur grammatical, une correction orthographique et grammaticale basée sur l'analyseur grammatical et une analyse sémantique. La correction orthographique est proposée pour l'anglais, l'espagnol et l'allemand. Dans la version professionnelle, les corrections grammaticales pour l'italien et le portugais s'y ajoutent.
L'outil propose plusieurs dictionnaires de noms communs, propres, de locutions, de sigles et abréviations, de synonymes et antonymes, de faux-amis et de traduction.
Il est également doté d'options d'analyse de texte : recherche de mots-clés, de concepts-clés, de phrases-clés, analyse statistique, analyse sémantique, analyse stylistique, cooccurrences, segments répétés. Il est également possible de comparer chacun de ses textes aux 5 000 œuvres d'un corpus de base ainsi qu'à de grandes catégories de texte (journalistique, commercial, juridique, technique).
Cordial Pocket est une version gratuite pour Android et IOS, qui offre la correction, plusieurs dictionnaires de définitions ainsi qu'une base de conjugaisons. L'éditeur vend des licences mais privilégie le mode Software as a service (SaaS),.

## Clientèle
Cordial s'adresse à l'ensemble des francophones. Il dispose de mots de vocabulaires canadien, belge, suisse, africain et antillais, et plusieurs paramètres permettent de prendre en compte ou de signaler les termes issus de ces vocabulaires.
Une version spécifique de Cordial, Cordial Analyseur, s'adresse aux laboratoires de traitement automatique du langage naturel. Il est commercialisé à petit prix et il est très utilisé par les chercheurs en linguistique informatique, et en lettres,. Cette version fournit un analyseur morpho-syntaxique, outil de base des linguistes pour l'étiquetage.
Le correcteur a été utilisé pour traiter des ouvrages de la littérature classique. Il a ainsi trouvé des erreurs, par exemple chez Alexandre Dumas, Victor Hugo, Honoré de Balzac, Stendhal.

## Utilisation de Wikipédia
Afin d’améliorer les règles de correction, une base de plusieurs millions de fautes a permis de déterminer les fautes d'orthographe, de grammaire et de typographie les plus communes. Cette base a notamment été complétée par l’exploitation intensive des révisions du corpus de la Wikipédia en français. Le principe a consisté à comparer automatiquement les révisions entre elles pour en extraire les différences minimes correspondant à des corrections.

## Distinctions
- 1997 : nomination de Cordial pour le « prix d'excellence technique » par le magazine PC Expert
- 2001 : produit de l'année pour la catégorie « aide à la rédaction » par Windows News[réf. nécessaire]
- 2011 : Cordial 2012, « choix de la rédaction » de la revue Micro actuel[réf. nécessaire]
- 2013 : « Cordial, meilleur correcteur du marché »[14].

Le fondateur de la société éditrice, Dominique Laurent, a été élu « personnalité française de l'année » en 2001 dans le dossier annuel Excellences techniques du magazine PC Expert.

## Pour approfondir